# Partido judicial de Chantada
El Partido judicial de Chantada es uno de los 45 partidos judiciales en los que se divide la Comunidad Autónoma de Galicia, siendo el partido judicial n.º 2 de la provincia de Lugo.
Comprende a las localidades de Antas de Ulla, Carballedo, Chantada, Monterroso, Palas de Rey, Puertomarín y Taboada.
La cabeza de partido y por tanto sede de las instituciones judiciales es Chantada. La dirección del partido se sitúa en la Plaza de Galicia de la localidad. Chantada cuenta con un Juzgado de Primera Instancia e Instrucción.